# Plovdiv (oblast)
Plovdiv (Bulgaars: Област Пловдив) is een oblast in het centrale zuiden van Bulgarije. De hoofdstad is het gelijknamige Plovdiv en de oblast heeft 668.334 inwoners (2018).

## Bevolking
Op 31 december 2018 telde de oblast Plovdiv 668.334 inwoners, waarmee het qua inwonersaantal de tweede oblast van het land is. Van de 668.334 inwoners woonden er 505.663 in een van de achttien steden en 162.671 in 194 verschillende dorpen op het platteland. De grootste steden zijn Plovdiv (circa 342 duizend),  Asenovgrad (50 duizend) en Karlovo (22 duizend inwoners). Het kleinste stadje is Klisoera met duizend inwoners.
| stad Plovdiv          | 128.589 | 164.853 | 229.043 | 299.638 | 342.050 | 341.058 | 338.224 | 338.153 | 346.893 |
| gemeente Asenovgrad   | 54.127  | 55.590  | 64.564  | 68.962  | 72.451  | 69.109  | 67.235  | 64.034  | 60.769  |
| gemeente Karlovo      | 50.312  | 54.910  | 64.177  | 68.754  | 68.341  | 64.595  | 59.292  | 42.480  | 48.277  |
| gemeente Maritsa      | 27.283  | 30.197  | 30.762  | 32.392  | 32.498  | 32.130  | 32.332  | 32.438  | 30.981  |
| gemeente Rodopi       | 34.248  | 33.069  | 35.903  | 37.515  | 36.110  | 34.983  | 34.259  | 26.171  | 30.329  |
| gemeente Rakovski     | 25.823  | 27.508  | 28.463  | 27.873  | 29.784  | 28.522  | 28.383  | 26.381  | 25.373  |
| gemeente Parvomaï     | 43.976  | 43.635  | 41.025  | 39.263  | 36.785  | 34.650  | 31.160  | 25.883  | 23.416  |
| gemeente Stamboliïski | 10.095  | 16.024  | 21.967  | 22.585  | 23.153  | 23.064  | 22.303  | 20.771  | 19.739  |
| gemeente Sadovo       | 19.716  | 19.804  | 20.043  | 19.384  | 17.922  | 17.007  | 16.786  | 15.604  | 14.504  |
| gemeente Chisarja     | 26.771  | 27.341  | 24.262  | 21.819  | 19.339  | 17.960  | 15.666  | 12.600  | 10.815  |
| gemeente Kalojanovo   | 25.114  | 24.588  | 21.786  | 19.032  | 16.671  | 15.144  | 13.649  | 11.879  | 10.659  |
| gemeente Saedinenie   | 19.905  | 20.273  | 18.689  | 16.517  | 14.358  | 13.348  | 12.182  | 10.450  | 9.507   |
| gemeente Sopot        | 4.602   | 6.098   | 8.266   | 10.535  | 12.152  | 11.774  | 10.986  | 9.827   | 9.201   |
| stad Kritsjim         | 6.026   | 6.992   | 9.600   | 8.687   | 9.441   | 8.761   | 8.535   | 8.409   | 7.906   |
| gemeente Brezovo      | 23.973  | 20.815  | 16.886  | 14.049  | 11.503  | 10.396  | 8.837   | 7.298   | 6.240   |
| gemeente Koeklen      | 8.554   | 7.147   | 7.499   | 7.794   | 7.281   | 6.408   | 6.556   | 6.431   | 6.428   |
| stad Peroesjtitsa     | 6.284   | 5.975   | 6.138   | 5.875   | 5.720   | 5.586   | 5.387   | 5.058   | 4.766   |
| gemeente Laki         | 5.169   | 6.193   | 7.912   | 6.333   | 6.067   | 5.199   | 4.044   | 2.902   | 2.531   |

Het geboortecijfer en vruchtbaarheidscijfer zijn iets hoger dan het Bulgaarse gemiddelde en bedroegen in 2016 gemiddeld zo'n 9,5‰ respectievelijk 1,56. Het sterftecijfer was daarentegen lager dan het Bulgaarse gemiddelde en bedroeg 14,6‰ (het zuigelingensterfte bedroeg 6,1‰). De natuurlijke bevolkingsgroei was negatief en bedroeg −5,1‰. In de steden bedroeg de natuurlijke bevolkingsgroei −3,3‰ en op het platteland zo'n −10,9‰.

#### Etnische samenstelling
De grootste bevolkingsgroep in oblast Plovdiv vormen de etnische Bulgaren (87%). Verhoudingsgewijs wonen de meeste Bulgaren in de gemeenten Laki (96%), Chisarja (95%) en Sopot (94%). De Bulgaarse Turken vormen 7% van de bevolking en wonen voornamelijk in de gemeenten Koeklen (29%), Asenovgrad (20%) en Kritsjim (20%). De Roma vormen derde grootste bevolkingsgroep en vormen 5% van de totale bevolking. Zij wonen vooral in de gemeenten Peroesjtitsa (31%), Brezovo (16%) en Karlovo (12%). Verder leven er ook nog eens kleinere groepen Armeniërs en Russen.

#### Religieuze samenstelling
Het christendom is de grootste religie in de oblast. De meeste inwoners zijn lid van de Bulgaars-Orthodoxe Kerk. In 2011 was 80% lid van deze kerk, een afname vergeleken met 2001 toen nog 85% van de bevolking tot deze kerk behoorde. De moslims vormen 7% in 2011, terwijl dat percentage in 2001 nog 9% van de bevolking was. De meeste katholieken in Bulgarije wonen in Plovdiv en vormen in deze oblast 4%, terwijl dat tien jaar geleden nog 3% was. Het aantal protestanten is in dezelfde periode verdubbeld: van 0,5% naar 1%. Het aantal mensen zonder religie is relatief gezien verdrievoudigd: van 2% in 2001 naar 6% in 2011.

#### Leeftijdsstructuur
Op 31 december 2018 was 20,8% van de bevolking 65 jaar of ouder. Dit percentage ligt 0,5 procentpunten onder het Bulgaarse gemiddelde van 21,3%. 

## Economie
Het gemiddelde jaarsalaris bedroeg ongeveer 8634 Bulgaarse lev per hoofd van de bevolking  (€5750). Het BBP per sector ziet er als volgt uit: diensten (56%), industrie (40%) en landbouw (4%). Het werkloosheidspercentage is tussen 2013 en 2016 gehalveerd van 13,4% naar 6,7% van de beroepsbevolking.

## Gemeenten
| - Asenovgrad - Brezovo - Kalojanovo - Karlovo - Chisarja - Koeklen - Kritsjim - Laki - Maritsa |  | - Parvomaï - Peroesjtitsa - Plovdiv - Rakovski - Rodopi - Sadovo - Saedinenie - Sopot - Stamboliïski |

Blagoevgrad · Boergas · Chaskovo · Dobritsj · Gabrovo · Jambol · Kjoestendil · Kardzjali · Lovetsj · Montana · Pazardzjik · Pernik · Pleven · Plovdiv · Razgrad · Roese · Silistra · Oblast Sofia · Sofia-Hoofdstad · Sjoemen · Sliven · Smoljan · Stara Zagora · Targovisjte · Varna · Veliko Tarnovo · Vidin · Vratsa